# Cyclanthera pedata
Pour les articles homonymes, voir Caigua.
Espèce
Cyclanthera pedata (margose lisse, concombre grimpant, concombre des Andes, achocha) est une espèce de plantes à fleurs de la famille des Cucurbitaceae, originaire de la cordillère des Andes.
C'est une Plante herbacée grimpante, cultivée dans les régions tropicales d'Amérique latine principalement pour ses fruits, assez longs (jusqu'à 15 cm), consommés comme légumes. Elle est connue au Pérou sous le nom de caigua. Des céramiques antiques du Pérou démontrent que sa culture et sa domestication remontent à plusieurs siècles.

## Description

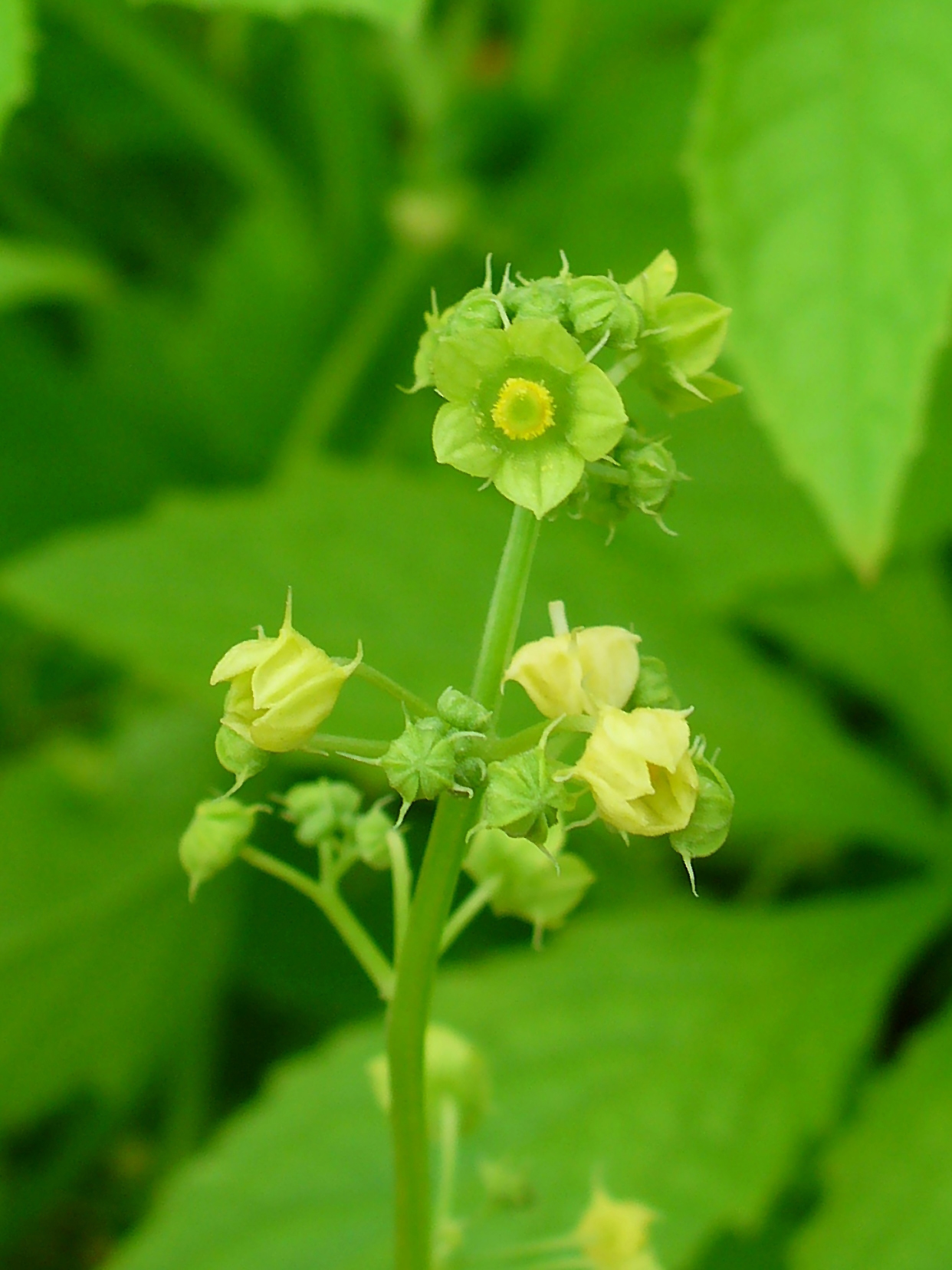
Inflorescence
(fleurs mâles).

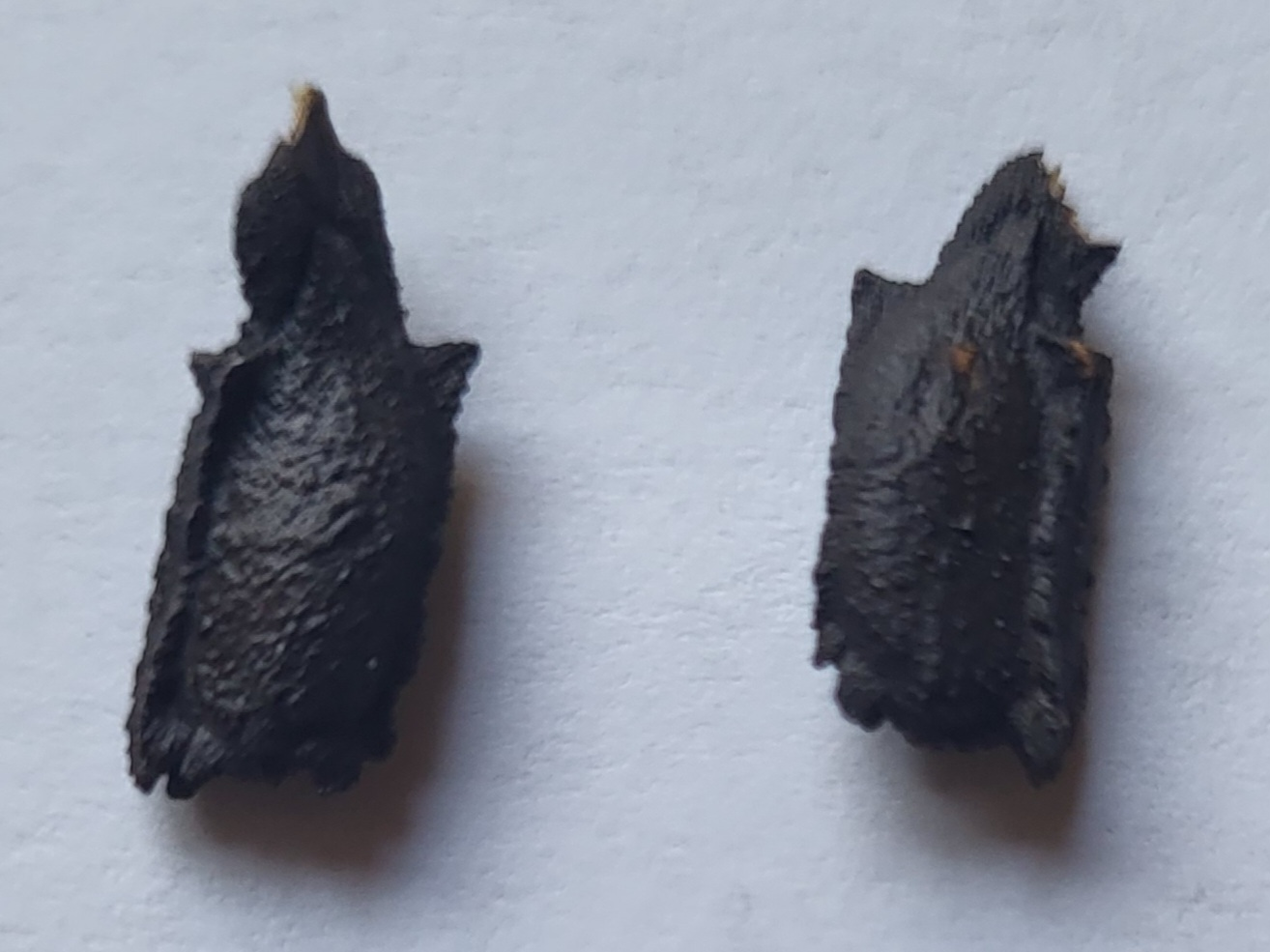
Graines de cyclanthère.

Cyclanthera pedata est une plante grimpante, monoïque, vivace, qui croît dans des climats chauds et humides.
La tige, glabre, peut atteindre 5 mètres de long et parfois beaucoup plus et est dotée de vrilles et de feuilles alternes, palmées à nervation pédalée, composées de 5 à 7 folioles elliptiques aux bords dentés.
Les fleurs sont unisexuées. Les fleurs mâles sont groupées, par 10 à 20, en panicules axillaires.
Les fleurs femelles sont solitaires, avec un ovaire infère.
Le fruit est une baie indéhiscente, grossièrement ovoïde à oblongue, à la portion distale recourbée, qui mesure de 5 à 20 cm de long sur 5 à 8 cm de large. Sa peau est lisse, avec des épines arrondies. De couleur vert jaunâtre clair, avec des veines longitudinales plus foncées, ce fruit est en majeure partie creux ; le mésocarpe, fin et succulent, généralement de 3 à 4 mm d'épaisseur, constitue la partie comestible. L'endocarpe est blanc et spongieux.
Il contient jusqu'à 12 graines attachées au lobe du placenta et réparties en deux rangées. Ces graines sont noires, rugueuses, plus ou moins quadrangulaires et mesurent environ 15 mm de long sur 7 mm de large. Leur cuticule présente des crêtes et des dépressions,.

## Dénominations
En espagnol, l'espèce domestique et son fruit sont appelés caigua, caihua, caywa, achocha ou achojcha (du quechua achuqcha). Plus spécifiquement, pepino, pepino de rellenar et archucha en Colombie ainsi que jaiba au Costa Rica. En Chine, elle est appelée xiǎoquè guā (小雀瓜).

## Origine et diffusion

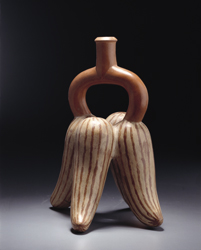
Vase-bouteille (huaco) surmonté d'une anse de la culture mochica représentant des caiguas. Musée Larco à Lima.

La recherche botanique et archéologique montre que Cyclanthera pedata est une plante issue de la Cordillère des Andes, probablement domestiquée dans un premier temps dans le Pérou actuel, sur les côtes, dans l'altiplano et en haute forêt jusqu'à une altitude de 2 100 mètres. Sa culture se propage ensuite en Colombie, en Équateur et en Bolivie pour se diffuser dans l'Amérique centrale et l'Amérique du Sud. Elle se retrouve aujourd'hui en Chine et dans l’Himalaya dans le Nord-Est de l'Inde, au Népal et au Bhoutan.
L'art des Moches comprend des céramiques de thème agricole. De nombreuses céramiques datant du IIIe siècle représentent le fruit de cette espèce.
La première description botanique de la plante est due au botaniste français Louis Feuillée, qui la décrit en 1714 sous le nom de Momordica fructu striato laevi.

## Culture

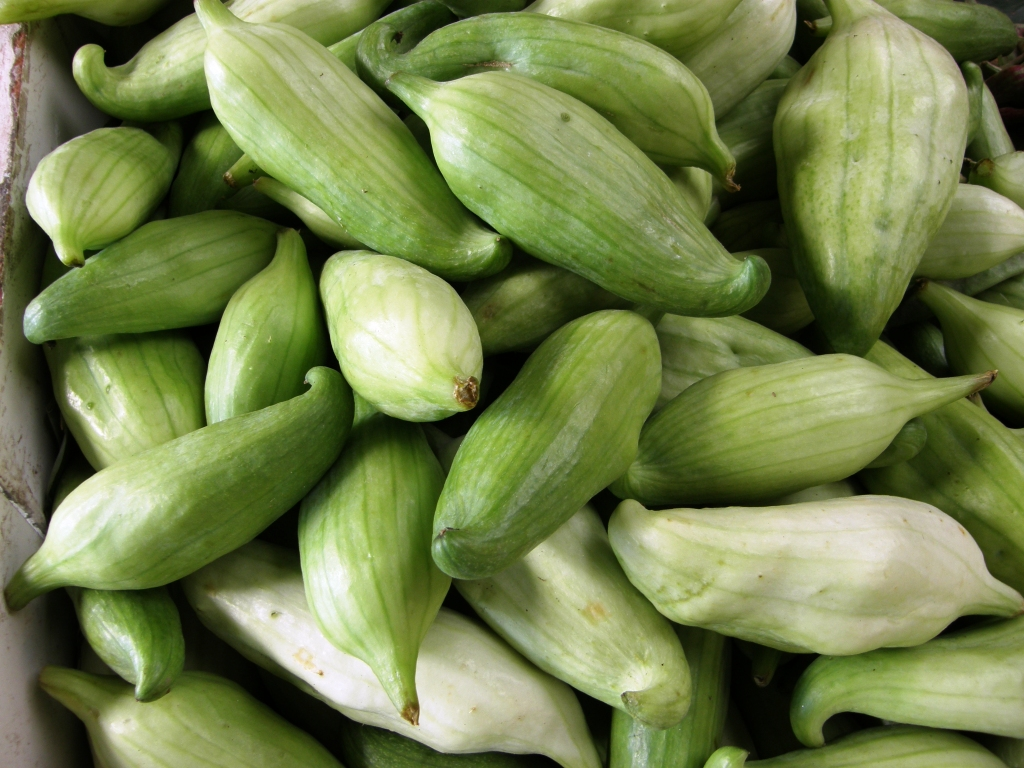
Fruits récoltés au Bhoutan.

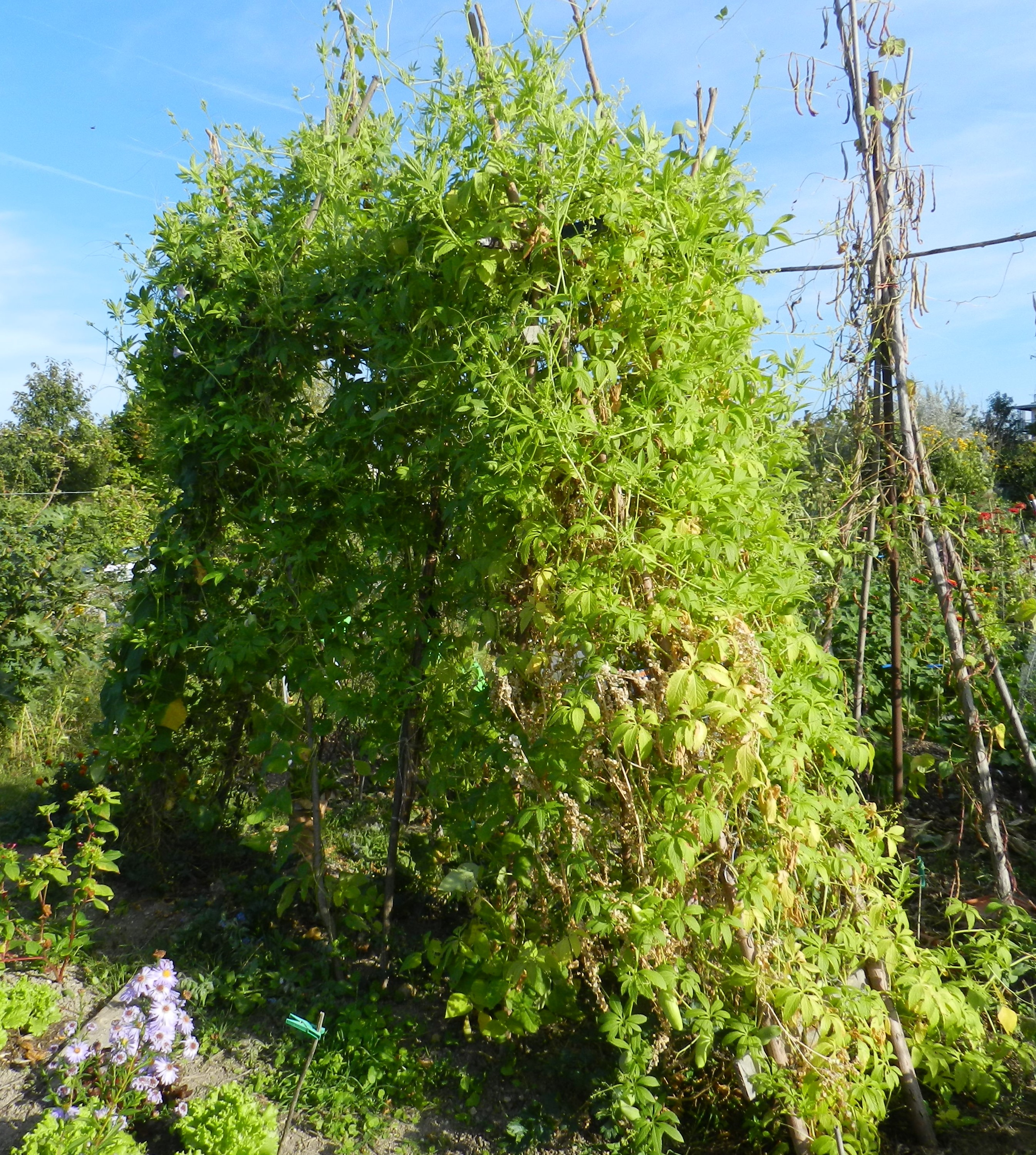
Cyclanthère développée dans un potager du Nord de la France.

Cette plante se cultive principalement dans l'Amérique tropicale, du Mexique au Pérou, et au Brésil, mais aussi dans les zones tropicales de l'Ancien Monde, les hautes terres d'Afrique de l'Est, la zone de l'Himalaya (Bhoutan, Népal), plus sporadiquement en Chine et à Taïwan.
C'est en général une culture à petite échelle destinée à un usage domestique ou local,.
La plante se cultive toute l'année,¸mais est sensible à la longueur du jour et nécessite des jours courts pour la mise à fruits. La saison d'été n'est donc pas favorable à sa culture dans les régions de moyenne et haute altitude.
Assez tolérante au froid, elle préfère un climat tempéré (15 à 28 °C), avec un ensoleillement modéré et une forte humidité (80 % à 90 %).
Il existe différents cultivars de Cyclanthera pedata, qui sont cultivés comme plante annuelle, par semis direct.
Comme pour d'autres herbacées grimpantes, et principalement chez les Cucurbitacées, il est préférable de prévoir un tuteurage dès le début de la croissance.
Le cycle de production dure environ 5 mois : 100 jours de croissance et 50 jours de récolte de la production. La récolte débute de 70 à 90 jours après le semis pour les fruits verts (jeunes) et de 100 à 120 jours pour les fruits mûrs.
Dans de bonnes conditions, le rendement en fruits verts peut atteindre environ 2,5 kg/m2.
Une étude récente (2000) a montré que Cyclanthera pedata pouvait être l'hôte d'un phytovirus, le PRSV-W (Papaya ringspot virus-type W), ou souche W du virus des taches annulaires de la papaye.

## Utilisation

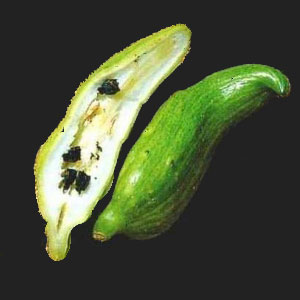
Coupe du fruit.

### Plante alimentaire

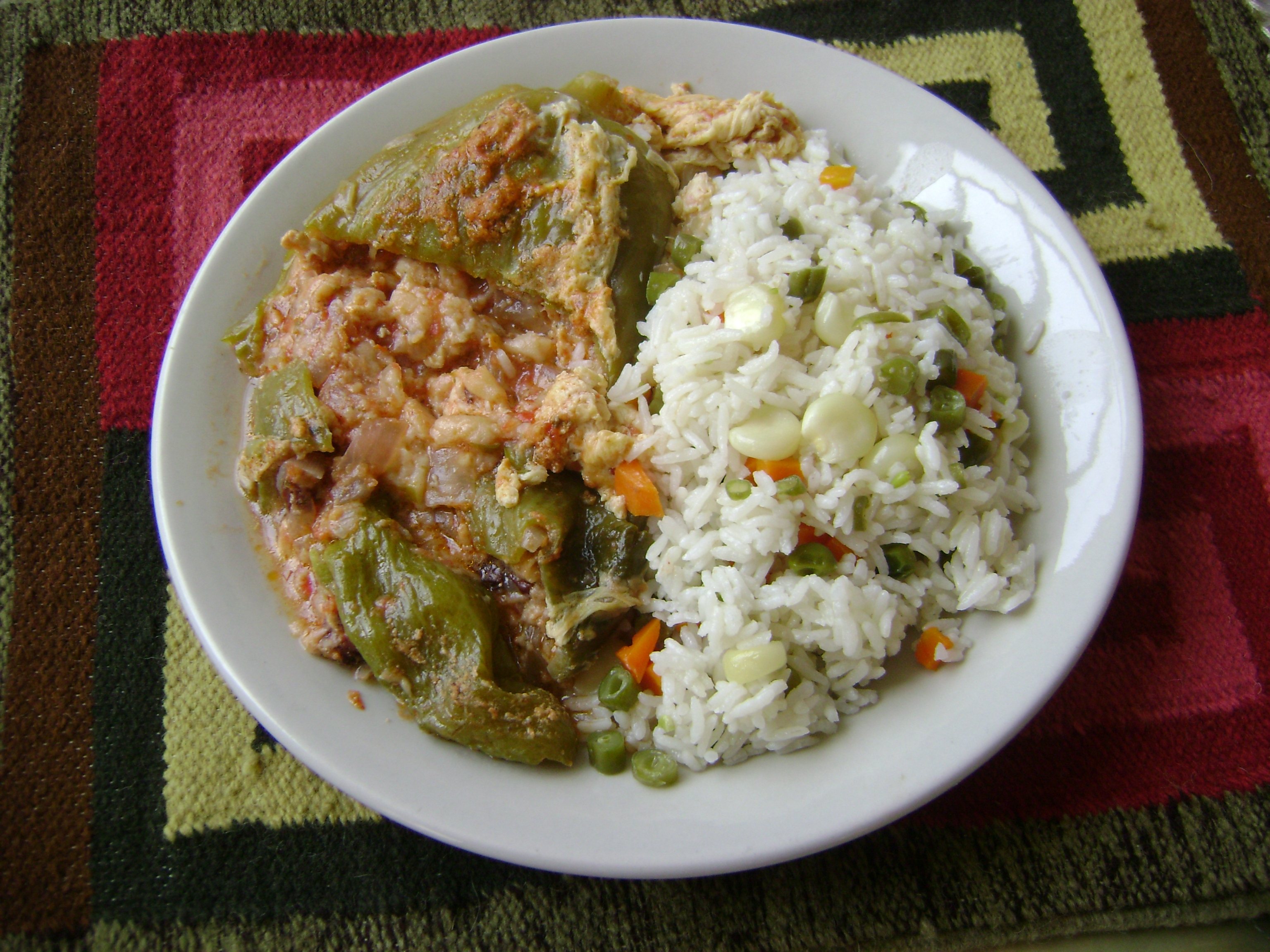
Caiguas farcis accompagnés de riz blanc.

Les fruits sont consommés comme légume cuits, en salade ou conservés dans de la saumure (pickles).
Le goût des fruits mûrs, plus fin que celui d'autres cucurbitacées, est entre celui du concombre et du poivron.
Dans certains cas, les fruits verts (avant maturité, c'est-à-dire avant que les graines ne deviennent noires) ont l'aspect et le goût de jeunes concombres, qu'ils peuvent remplacer en cuisine, bien qu'ils ne soient jamais croquants ; ils peuvent être consommés crus ou cuits.
Lorsqu'ils sont mûrs, ils doivent être cuisinés. La large cavité dans laquelle se trouvent les graines peut être évidée et farcie de viande hachée ou de légumes, comme dans l’achojcha rellena bolivien. On les cuit au four à l'instar des poivrons farcis, leur saveur rappelle alors celle de l'artichaut.
Au Bhoutan, les fruits, coupés en deux dans le sens de la longueur, sont cuisinés avec des piments et du fromage local. Ce plat est appelé datsi ou olochoto datsi.
Les jeunes pousses (germes et feuilles) sont aussi consommées crues, ce sont des légumes-feuilles.

### Plante médicinale

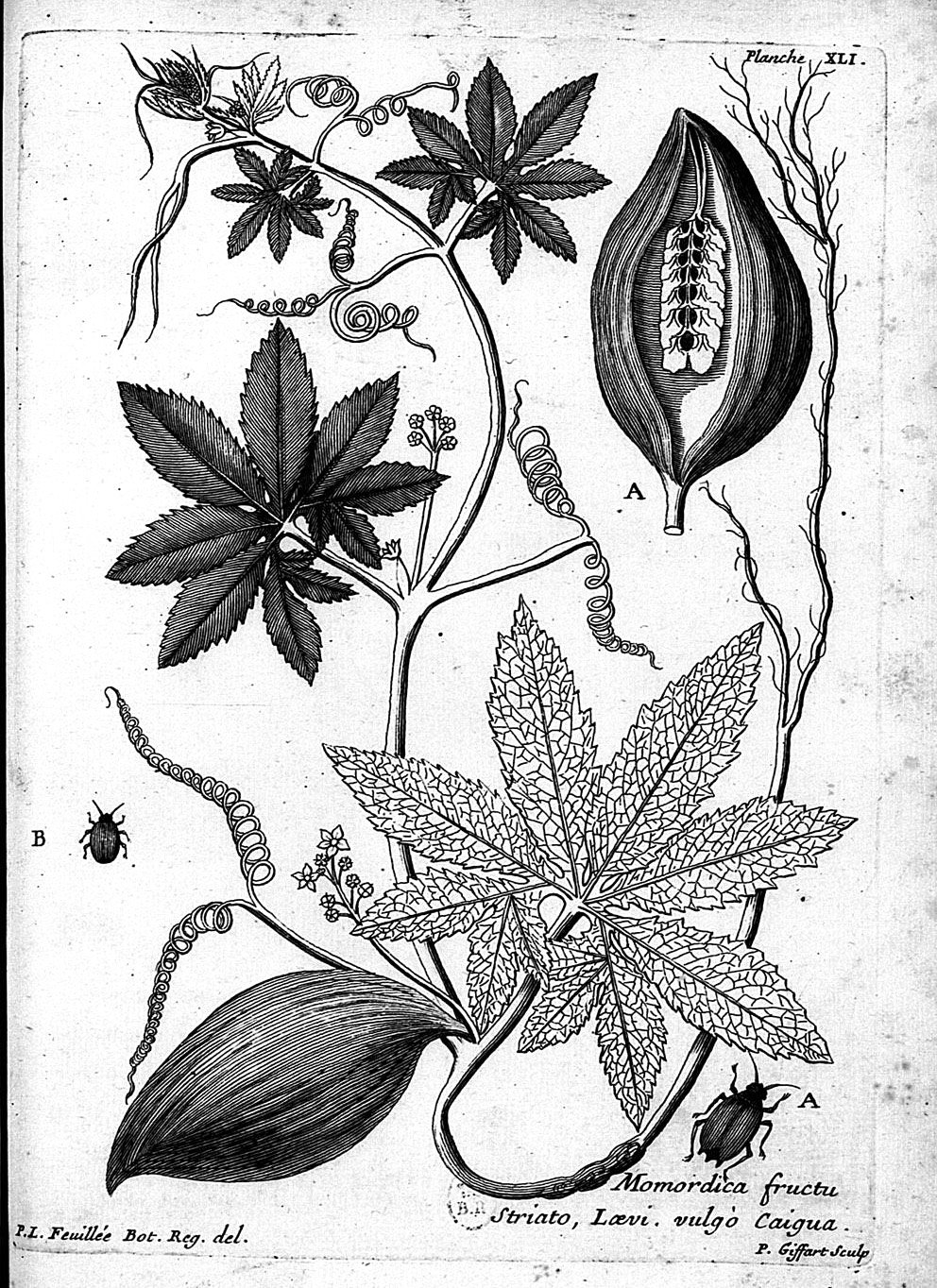
Dessin de Cyclanteara pedata par le père Feuillée.

Cyclanthera pedata aurait des propriétés anti-inflammatoires, hypocholestérolémiques et hypoglycémiques.
Au Pérou, la médecine traditionnelle accorde de nombreux effets à cette plante dont elle utilise tous les organes, notamment un effet sur le taux de cholestérol plasmatique, effet qui a été vérifié scientifiquement dans un traitement à l'aide d'extraits du fruit lyophilisés et encapsulés.
Un complément alimentaire, le Cycladol, produit dérivé du fruit de cette plante, est commercialisé aux États-Unis pour lutter contre le cholestérol.
Les graines, en infusion, servent à contrôler l'hypertension artérielle. Séchées et réduites en poudre, elles sont utilisées contre les parasites intestinaux.
Les graines ou les fruits sont également recommandés pour les troubles gastro-intestinaux.
Les feuilles, considérées comme hypoglycémiques, sont préparées en décoction contre le diabète.
Les fruits bouillis dans du lait servent pour des gargarismes contre l'amygdalite.
Le jus de fruit est recommandé pour diverses affections, comme l'hypertension, l'artériosclérose, le diabète et comme diurétique.
Les feuilles, cuites dans de l'huile, sont utilisées en traitement comme anti-inflammatoire et analgésique.
Les racines sont utilisées au Pérou pour nettoyer les dents.

### Composés phytochimiques
Les composés phytochimiques font actuellement l'objet d'études visant à déterminer leur rôle sur l'organisme ; ils pourraient avoir des effets positifs sans être des nutriments essentiels. Le fruit mûr de Cyclanthera pedata contient des pepsines, de l'acide galacturonique, de la résine, des lipoprotéines et divers stéroïdes.

## Taxonomie

### Synonymes
Selon Tropicos :
- Anguria pedisecta Nees & Mart.
- Anguria pedisecta Ser.
- Cyclanthera digitata Arn.
- Cyclanthera edulis Naudin
- Cyclanthera pedata var. edulis (Naudin) Cogn.
- Momordica pedata L. (basionyme)
- Momordica pedisecta L. ex Ser.

### Liste des variétés et formes
Selon Tropicos (30 août 2013) :
- variété Cyclanthera pedata var. edulis (Naudin) Cogn.
- variété Cyclanthera pedata var. pedata
- forme Cyclanthera pedata fo. edulis (Naudin) Voss
- forme Cyclanthera pedata fo. pedata